# Ett dockhem
För andra betydelser, se Ett dockhem (olika betydelser).

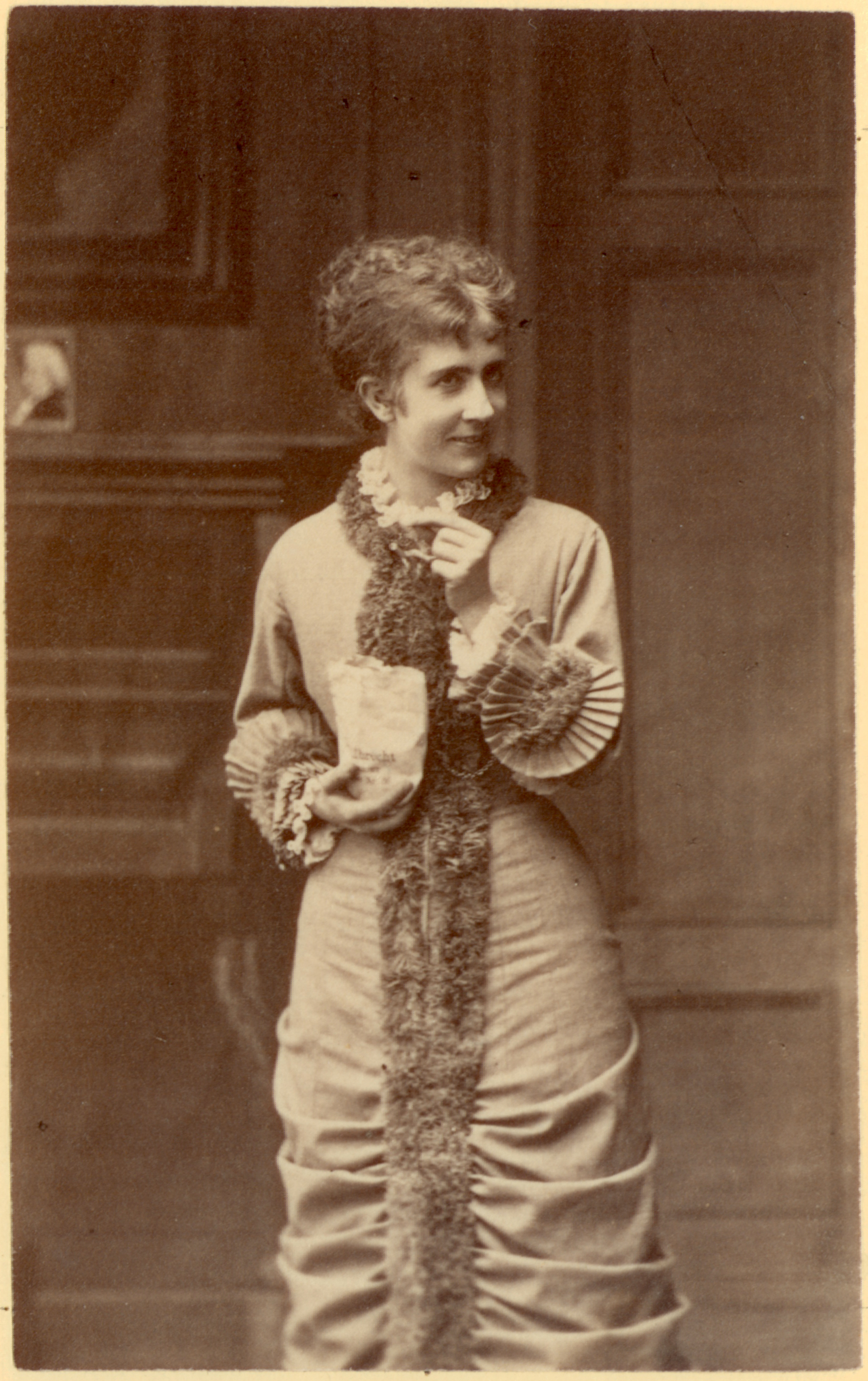
Betty Hennings som Nora på Det Kongelige Teater i Köpenhamn, 1879 eller 1880.

Ett dockhem (norskspråkig originaltitel: Et Dukkehjem), är en teaterpjäs av den norske författaren Henrik Ibsen i tre akter (1879). Pjäsen spelades första gången den 21 december 1879 i Köpenhamn.

## Handling
Huvudpersonen heter Nora. Hon är gift med bankdirektör Torvald Helmer och de lever utåt sett i ett perfekt hem. I själva verket är deras äktenskap endast en finputsad fasad – en livslögn. De är inte lyckliga tillsammans.
Dramat handlar om äktenskapet, och framförallt kvinnans roll i detta. Ett dockhem slutar med att Nora lämnar hemmet för att kunna bli en människa, och inte bara den docka hon tidigare varit.
Många upprördes av slutskedet. Anledningen är att Nora lämnar både sin make och även sina barn, och det var något som inte ansågs stämma överens med den kvinnliga naturen.

## Rollfigurerna
- Torvald, bankdirektör
- Nora, hans hustru
- Parets tre barn
- Doktor Rank
- Fru Linde
- Sakföraren Krogstad
- Anne-Marie, barnjungfru hos Helmers
- Husjungfrun
- Ett stadsbud

## Mottagande
Dramat väckte debatt över hela Norden då det förespråkade kvinnans frigörelse. Den blev en viktig pjäs för de radikala 1880-talsförfattare som kritiserade äktenskapet, sexualnormerna och kvinnans låga samhällsställning. 
Pjäsen fick också många efterföljare, som gick i dialog med Ibsen. Däribland märks till exempel Alfhild Agrells pjäs Räddad (1882), som bygger vidare på Ibsens drama genom en mer pessimistisk syn på kvinnans möjligheter till utveckling och frigörelse. Även Victoria Benedictssons kändaste verk Pengar (1885) skrevs som svar till pjäsen. August Strindberg skrev ett mycket kritiskt svar på Ett dockhem i form av en novell med samma namn som ingår i novellsamlingen Giftas.

## Bearbetningar
Ett dockhem har filmatiserats många gånger. Dock är Ett dockhem från 1956 en filmatisering av August Strindbergs satiriska novell från samlingen Giftas.